# Down II: A Bustle in Your Hedgerow
A Down II: A Bustle in Your Hedgerow a Down együttes második nagylemeze. Az együttes mindössze 28 nap alatt rögzítette a lemezt Phil Anselmo birtokán található pajtájában ("Nosferatu's Lair").[forrás?]

## Számok listája
|     | Cím                                     | Szerző(k)                                | Hossz |
| --- | --------------------------------------- | ---------------------------------------- | ----- |
| 1.  | Lysergik Funeral Procession             | Anselmo, Keenan, Bower, Windstein        | 3:10  |
| 2.  | There's Something on My Side            | Anselmo, Keenan, Windstein               | 5:21  |
| 3.  | The Man that Follows Hell               | Anselmo, Keenan                          | 4:33  |
| 4.  | Stained Glass Cross                     | Anselmo, Keenan, Bower                   | 3:36  |
| 5.  | Ghosts Along the Mississippi            | Anselmo, Keenan, Windstein, Bower, Brown | 5:06  |
| 6.  | Learn From This Mistake                 | Anselmo, Keenan, Brown                   | 7:14  |
| 7.  | Beautifully Depressed                   | Anselmo, Keenan, Windstein, Bower        | 4:52  |
| 8.  | Where I'm Going                         | Anselmo, Keenan                          | 3:10  |
| 9.  | Doob Interlude                          | Bower                                    | 1:50  |
| 10. | New Orleans is a Dying Whore            | Anselmo, Windstein, Keenan, Bower        | 4:15  |
| 11. | The Seed                                | Anselmo, Keenan, Bower                   | 4:21  |
| 12. | Lies, I Don't Know What They Say But... | Anselmo, Keenan, Brown                   | 6:21  |
| 13. | Flambeaux's Jamming with St. Augustine  | Bower                                    | 0:59  |
| 14. | Dog Tired                               | Anselmo, Keenan, Bower                   | 3:21  |
| 15. | Landing on the Mountains of Meggido     | Anselmo                                  | 7:49  |

## Közreműködők
- Phil Anselmo - ének
- Kirk Windstein - gitár
- Pepper Keenan - gitár
- Rex Brown - basszusgitár
- Jimmy Bower - dob